# Контрада Калказако (Палермо)
Контрада Калказако је насеље у Италији у округу Палермо, региону Сицилија.
Према процени из 2011. у насељу је живело 135 становника. Насеље се налази на надморској висини од 66 м.